# Duarte de Almeida
Duarte de Almeida, o Decepado (Vila Pouca de Aguiar, Vila Pouca de Aguiar, c. 1400 – ?) foi um militar português.

## Biografia
Filho de João Fernandes de Almeida, Senhor da Torre e Castelo de Vilharigues, e de sua mulher, neto paterno de Fernando Anes de Almeida, Senhor da Torre e Castelo de Vilharigues, e de sua mulher, e bisneto de João Fernandes, Clérigo, e de Sancha Fernandes de Almeida, filha de Fernando Fernandes de Almeida, 3.º Senhor da Honra de Almeida, e de sua mulher Maria Vasques.
Alferes-Mor de D. Afonso V de Portugal e tornou-se célebre pelo seu acto de valentia na Batalha de Toro, dada a 1 de Março de 1476.
Apesar de todas as referências discretas e de ser homenageado em Espanha, é um símbolo admirável e indiscutível de patriotismo para os portugueses em particular.
Aconteceu porque o rei D. Afonso V apoiava o direito legítimo da sua sobrinha (e prevista esposa em segundas núpcias) ao trono castelhano, razão por que se deu a dita batalha. Duarte de Almeida estava responsável pelo estandarte real que defendeu incansavelmente mesmo depois de lhe terem cortado as mãos, segurando-o com os braços e com os dentes até ser aprisionado pelas tropas castelhanas. A bandeira foi, entretanto, recuperada por Gonçalo Pires Bandeira (coadjuvado por Diogo Gomes de Lemos) que, desta forma, ganhou o seu apelido e armas novas. No fim da batalha, o Alferes foi conduzido semimorto para o acampamento castelhano, onde recebeu os primeiros curativos, sendo depois enviado para um hospital em Castela. Depois de tratado e só passados vários meses regressou a Portugal para viver com a família nas suas casas da Rua Nova da Judiaria, em Santarém.
Afirma-se que Duarte de Almeida faleceu na miséria e quase esquecido, Camilo Castelo Branco porém, nas Noites de Insónia afirma que o Decepado não acabara tão pobre como se dizia, porque além de Senhor da Torre e Castelo de Vilharigues, que herdara de seu pai, possuía a Casa e Quinta da Cavalaria, e enquanto esteve na guerra, a sua mulher Maria de Azevedo, única filha de Álvaro Rodrigues Valente, 1.º Senhor da Lousã, e de sua mulher Leonor Gomes de Azevedo, havia herdado boa fortuna duma sua tia materna, Inês Gomes de Avelar, filha sucessora de Sancho Gomes de Avelar e de sua mulher Guiomar Gomes de Azevedo. D. Afonso V, um ano antes da batalha, estando em Zamora, lhe fizera mercê, pelos seus grandes serviços, para ele e seus filhos, do Reguengo de Lafões.
Descendência: 
- Diogo de Almeida, filho natural ou bastardo, solteiro e sem geração
- Constança Martins Valente, casada com Nuno Fernandes de Sande, do qual foi segunda mulher, com geração
- João Fernandes de Almeida, casado com Brites de Azevedo, sem geração
- Rui Lopes de Almeida, Alcaide-Mor do Castelo de Numão, Veador da Princesa D. Joana, filha do Rei D. Duarte I de Portugal e de sua mulher D. Leonor de Aragão, e mais tarde Rainha de Castela, casado com Joana de Sequeira, com geração
- Duarte de Almeida de Azevedo, casado com Catarina de Almeida Cabral, com geração
- Afonso Lopes de Almeida, Senhor da Torre e Castelo de Vilharigues, Senhor da Casa e Quinta da Cavalaria, Senhor do Reguengo de Lafões, o qual casou primeira vez com Leonor Vaz de Castelo Branco, filha de João Vaz Cardoso, Aio do Conde de Barcelos, com geração, e casou segunda vez com Brites Coelho, filha de Garcia Coelho e de sua mulher D. Catarina Fernandes de Eça, sem geração
- Gonçalo Lopes de Almeida, solteiro e sem geração